# Lynxosa inexorabilis
Espèce
Synonymes
- Lycosa inexorabilis O. Pickard-Cambridge, 1870

Statut de conservation UICN

 EN B1ab(iii)+2ab(iii) : En danger
Lynxosa inexorabilis est une espèce d'araignées aranéomorphes de la famille des Lycosidae.

## Distribution
Cette espèce est endémique de l'île de Sainte-Hélène.

## Description
La carapace des mâles mesure 5,00 mm de long sur 3,12 mm et la carapace des femelles mesure de 4,70 à 6,80 mm de long sur de 3,60 à 5,30 mm.
Le mâle décrit par Sherwood, Henrard, Logunov et Fowler en 2023 mesure 8,6 mm et la femelle 12,9 mm.

## Systématique et taxinomie
Cette espèce a été décrite sous le protonyme Lycosa inexorabilis par O. Pickard-Cambridge en 1870. Elle est placée dans le genre Lynxosa par Roewer en 1955, dans le genre Hogna par Wunderlich en 1992 puis dans le genre Lynxosa par Sherwood et al. en 2024.

## Publication originale
- O. Pickard-Cambridge, 1870 : « Notes on some spiders and scorpions from St Helena, with descriptions of new species. » Proceedings of the Zoological Society of London, vol. 1869, p. 531-544 (texte intégral).